# Дальневосточная железная дорога

Единый Центр Управления Перевозками (Хабаровск)

Дальневосто́чная желе́зная доро́га (ДВЖД) — один из 16 филиалов-дорог ОАО «Российские железные дороги», управляющий частью железнодорожной сети страны, располагающийся на территории Хабаровского, Приморского краёв, Республики Саха (Якутия), Амурской и Сахалинской областей, Еврейской автономной области. Управление дороги находится в Хабаровске. Начальник дороги —  Вейде Евгений Владимирович. Дорога награждена орденом Октябрьской Революции (1971).

## Основные показатели
Показатели за 2021 год:
- Эксплуатационная длина — 6871 км;
- Численность сотрудников — 52 тыс. человек;
- Средняя заработная плата — 83 тыс. рублей;
- Перевезено грузов — 197,7 млн тонн;
- Собственная погрузка — 65,8 млн тонн;
- Перевезено 9,4 млн пассажиров: в дальнем сообщении — 3,3 млн человек, в пригородном сообщении — 6,1 млн человек.

## История
Предшественником Дальневосточной дороги является Уссурийская железная дорога, построенная в 1891—1897 годах.
28 февраля 1936 года Уссурийская железная дорога была разделена на Амурскую (г. Свободный) и Дальневосточную (г. Хабаровск) железные дороги в соответствии с Постановлением СНК СССР № 378 от 27.02.1936 г. Границей между Амурской и Дальневосточной железными дорогами стала станция Архара.
В 1939 году из состава Дальневосточной железной дороги вышла Приморская (г. Ворошилов-Уссурийский).
В 1940 году в связи с окончанием строительства железной дороги Комсомольск — Волочаевка приказом НКПС СССР № 1063 от 5 августа 1940 года этот участок был присоединён к Дальневосточной железной дороге.
В 1947 году вступила в строй линия Комсомольск-на-Амуре — Советская гавань, которая сократила на 1000 км морские перевозки грузов на Сахалин, Магадан и Камчатку.
В 1953 году в состав Дальневосточной железной дороги опять вошла Приморская железная дорога. Облученское и Тырминское отделения ДвЖД были переданы в состав Амурской железной дороги. Границей между АмурЖД и ДвЖД стала станция Ин.
В 1957—1958 году силами предприятий Хабаровского отделения была построена Малая Дальневосточная железная дорога (Детская железная дорога)
В 1959 году после упразднения Амурской железной дороги её участок от станции Архара до станции Ин отошёл к Дальневосточной железной дороге.
В 1963 году Южно-Сахалинская железная дорога вошла в состав Дальневосточной.
В 1992 году из состава ДВЖД была выведена Сахалинская железная дорога (возвращена в состав ДВЖД 1 октября 2010 года приказом Президента ОАО РЖД).
В 1997 году Байкало-Амурская железная дорога им. Ленинского Комсомола была реорганизована, расформировано управление этой дороги, Северобайкальское отделение перешло в состав Восточно-Сибирской дороги, а Тындинское и Ургальское отделения — в состав Дальневосточной (согласно Постановлению правительства Российской Федерации, подписанному 20 ноября 1996 г.).

## Развитие Восточного полигона
Минтранс России сообщил об обеспечении в 2020 году суммарной провозной способности Восточного полигона на уровне 144 млн т. Таким образом, провозная способность БАМа и Транссиба на востоке страны возросла на 16,7% по отношению к базовому значению начала 2018-го.
Суммарная пропускная способность на Восточном полигоне также увеличилась, достигнув уровня в 101 пару грузовых поездов ежесуточно (95 пар по состоянию на 2019 г.).
Значение в 144 млн т заложено для министерства транспорта в качестве ключевого контрольного индикатора для транспортной части нацпроекта «КПМИ» на 2020 год для Восточного полигона. Этот же показатель сохранён за Минтрансом и на 2021-й год.
В целом, на период с 2021 по 2023 годы на развитие Восточного полигона федеральным проектом предусматривались средства в объёме 414 млрд руб., а инвестпрограммой РЖД и того меньше — 391,3 млрд руб. Но в 2020 году, в год коронавирусной пандемии, когда стали обваливаться объёмы погрузки и корпоративные бюджеты начали готовиться к пессимистическим сценариям, со стороны государства было принято решение об увеличении объёмов финансирования Восточного полигона. Причём счёт дополнительным вливаниям пошёл сразу на сотни миллиардов. Своего апофеоза процесс достиг в момент внесения Минтрансом РФ в ноябре 2020 года в проект постановления правительства РФ «О внесении изменений в государственную программу Российской Федерации «Развитие транспортной системы» объёмов финобеспечения, долженствующих, по всей видимости, по максимуму уравновесить возросшие аппетиты целого ряда крупных и политически значимых лоббистских групп, завязанных на Восточном полигоне. Речь тогда шла о 635 млрд руб. на последующие 3 года. Более того, осенью того же года был поднят вопрос о продлении транспортной части КПМИ с 2024 года ещё на 6 лет – уже до 2030 года, с сохранением показателя ключевого индикатора провозной способности в неизменных 182 млн тоннах.
На итоговом правлении РЖД в феврале 2021 г., после череды правительственных совещаний, интенсивность которых резко возросла под конец прошлого года, была обнародована «компромиссная» цифра в 575,4 млрд руб. на период с 2021 по 2023 год включительно. Общий знаменатель в объёме 780 млрд руб. на развитие Восточного полигона до 2024 года был озвучен премьер-министром Михаилом Мишустиным в ходе поездки в Кузбасс в марте 2021 г.
В феврале 2021 года эксперт-регионовед Ринат Резванов, в ходе экономико-пространственного анализа развития Южно-Якутского угольного кластера, указал на проект развития тяжеловесного движения на Восточном полигоне для обеспечения экспорта якутских углей через российские дальневосточные порты (прежде всего, морпорт Ванино). При этом парк трёхсекционных тепловозов 3ТЭ25К2М в эксплуатационном депо Комсомольск-на-Амуре, с учётом осуществлённых в 2020 году поставок, к началу 2021 года должен быть доведён до плановых 42-х машин. Причины акцентировки внимания именно на них, по мнению Рината Резванова, довольно просты – это, пожалуй, на сегодня самые мощные на сети тепловозы. Ключевое их преимущество – в способности вести поезда в 7100 тонн без отцепок и подталкивания, что технологически выигрышно при проводке поездов по столь сложному профилю пути, как, например, от Комсомольска-на-Амуре до Ванино.
Для исполнения поставленных задач Дальневосточной дороге предстоит восполнить прогнозируемую до 2024 года потребность в локомотивных бригадах – а это приблизительно до 700 машинистов и более 400 помощников машиниста. Конечно, с соответствующей организацией сети домов отдыха локомотивных бригад и пунктов явки. Помимо прочего, проводка тяжеловесных поездов, помимо прочего, предъявляет повышенные требования к содержанию пути. По состоянию на 2021-й год на восточном плече БАМа сохраняется очень высокая доля пути со сверхнормативным пропущенным тоннажем.
Весной 2021 года Минобороны РФ сообщило о направлении подразделений Железнодорожных войск на строительство объектов восточного плеча Байкало-Амурской магистрали. Привлечение Железнодорожных войск связано прежде всего с дефицитом как ресурсов строймеханизации, так и квалифицированных инженерных и рабочих кадров на объектах Восточного полигона. В конце 2020 года в отраслевом сообществе даже снова поднимался вопрос о возможной передаче полномочий РЖД по строительству, модернизации и развитию инфраструктуры в уполномоченную структуру. Ранее такие предложения периодически возникали, но необходимо признать: раз появившись, они столь же внезапно сходили на нет. Сколько в этом процессе от кулуарной борьбы за строительные подряды РЖД и сколько от действительных попыток рационализировать систему содержания и развития железнодорожной инфраструктуры – вопрос, остающийся в статусе риторического и требующий определённой выдержки по времени. То, что проект воссоздания «Минтрансстроя-2.0» на сегодня увязывается исключительно с существующим дефицитом финансирования инвестплана Восточного полигона, выглядит, мягко говоря, не совсем убедительно. За дискуссией «о деньгах» упускается из виду никуда так и не девшаяся проблема нехватки рабочих рук на стройобъектах Востока, равно как и соответствующих механизированных мощностей. Ещё в начале 2019 года Счётная палата заявляла о несоблюдении сроков строительства объектов на южносибирской линии Междуреченск – Тайшет: по 13 из 22 объектов они были продлены с 2016 до 2020 года. Объём неосвоенных средств на тот момент достиг 12,5 млрд руб. К примеру, реконструкция Козинского виадука на Красноярской железной дороге должна была завершиться не в середине декабря 2020 года, а ещё тремя годами раньше – в 2017-м. В то же самое время был инициирован вопрос о привлечении личного состава и техники Железнодорожных войск на Восточном полигоне, а в 2020-м году РЖД сообщили о нехватке 5 тыс. строителей вдобавок к уже занятым 9,3 тыс. человек на стройобъектах Транссиба и БАМа. Аргумент в пользу отказа от распыления строительно-механизированных мощностей и квалифицированного персонала оказался в числе решающих и для временно замороженного субарктического проекта Северного широтного хода.

## Структура ДВЖД
До 1 октября 2010 года в составе дороги были отделения:
- НОД-1 Хабаровское (Хабаровск);
- НОД-3 Владивостокское (Владивосток);
- НОД-4 Комсомольское (Комсомольск-на-Амуре);
- НОД-6 Тындинское (Тында).

С 1 октября 2010 года в состав дороги входят регионы (с учётом включения Сахалинской ЖД в состав Дальневосточной):
- Хабаровский (Хабаровск);
- Сахалинский (Южно-Сахалинск);
- Владивостокский (Владивосток);
- Комсомольский (Комсомольск-на-Амуре);
- Тындинский (Тында).

### Основные узловые станции
Основные узловые станции дороги: Хабаровск II, Известковая, Биробиджан I, Волочаевка II, Комсомольск-на-Амуре, Советская Гавань, Сибирцево, Уссурийск, Барановский, Угольная, Новый Ургал, Тында.
Крупнейшие припортовые станции: Владивосток, Находка, Ванино, Холмск.

### Дистанции пути
Дистанции пути: Облученская ПЧ-1; Биробиджанская ПЧ-2; 5-я Хабаровская ПЧ-5; 6-я Хабаровская ПЧ-6; Бикинская ПЧ-7; Ружинская ПЧ-8; Спасск-Дальнинская ПЧ-9; Сибирцевская ПЧ-10; Уссурийская ПЧ-11; Приморская ПЧ-12; Владивостокская ПЧ-13; Партизанская ПЧ-14; Литовковская ПЧ-15; Комсомольская ПЧ-16; Высокогорнинская ПЧ-18; Советско-Гаванская ПЧ-19; Юкталинская ПЧ-20; Тындинская ПЧ-22; Беркакитская ПЧ-23; Дипкунская ПЧ-24; Верхнезейская ПЧ-25; Февральская ПЧ-26; Этыркенская ПЧ-27; Тырминская ПЧ-28; Ургальская ПЧ-29; Амгуньская ПЧ-30; Горинская ПЧ-31; Сахалинская дистанция инфраструктуры ИЧ-5.
Дистанции сигнализации, централизации и блокировки: ШЧ-2 Биробиджан, ШЧ-3 Хабаровск, ШЧ-4 Вяземский, ШЧ-6 Спасск-Дальний, ШЧ-7 Уссурийск, ШЧ-8 Владивосток, ШЧ-9 Комсомольск-на-Амуре, ШЧ-10 Высокогорный, ШЧ-12 Февральск, ШЧ-13 Новый Ургал, ШЧ-14 Тында
Дистанции электроснабжения: …

### Локомотивное хозяйство
- Локомотивное депо Облучье
- Локомотивное депо Ружино
- Локомотивное депо Тында
- Локомотивное депо Хабаровск
- Локомотивное депо Уссурийск
- Локомотивное депо Смоляниново
- Моторвагонное депо Первая Речка
- Локомотивное депо Южно-Сахалинск
- Локомотивное депо Холмск
- Локомотивное эксплуатационное депо Советская Гавань.
- Локомотивное эксплуатационное депо Партизанск.

### Дорожный архив ДВЖД
Фонды хранения расположены по адресу Уссурийск, Вокзальная улица, 3.

## Границы железной дороги
- Забайкальская железная дорога (Архара, Штурм)
- Восточно-Сибирская железная дорога (Хани)
- Китайские железные дороги (Рассыпная Падь — Суйфэньхэ)
- Корейские государственные железные дороги (ZC) (Хасан — Туманган)

## Руководители
- Михаил Михайлович Заиченко (2005—2015)
- Маклыгин Николай Васильевич (2015—2021)
- Вейде Евгений Владимирович (в настоящее время)